# Макдональд, Иэн (математик)
Иэн Грант Макдональд (англ. Ian Grant Macdonald, 11 октября 1928, Лондон, Великобритания — 8 августа 2023) — британский математик, специалист по алгебре, теории функций и алгебраической комбинаторике, профессор Манчестерского университета и Лондонского университета королевы Марии, член Лондонского королевского общества (1979).

## Биография
Иэн Макдональд родился 11 октября 1928 года в Лондоне (по другим данным, в графстве Мидлсекс). Его отец, работавший в страховой компании, с раннего возраста заметил математические способности сына. Чтобы способствовать их развитию, отцу удалось устроить Иэна в престижную школу — Уинчестерский колледж, расположенный в Уинчестере.
После окончания Уинчестерского колледжа Макдональд был принят в Тринити-колледж Кембриджского университета. Своё обучение там он начал в 1949 году, после прохождения военной службы. В одно время с Макдональдом на математическом факультете учились такие известные в будущем учёные, как Майкл Атья, Фрэнк Адамс и Джон Полкинхорн.
Окончив в 1952 году Тринити-колледж, Макдональд в течение пяти лет работал в британском Министерстве снабжения. В 1954 году он женился на Грете (его жена была родом из Бельгии). Впоследствии у них было пятеро детей — два сына и три дочери.
В 1957 году Макдональд решил продолжить занятия математикой и получил должность преподавателя-ассистента в Манчестерском университете, где в то время создавалась сильная группа математиков под руководством профессора Макса Ньюмана. С 1960 года Макдональд в течение трёх лет работал в Эксетерском университете, а в 1963 году получил стипендию для работы в Магдален-колледже Оксфордского университета.
В 1972 году Макдональд был назначен на должность профессора математики в Манчестерском университете (Fielden Professor of Pure Mathematics), которая стала вакантной после перехода Фрэнка Адамса в Кембриджский университет. Проработав там четыре года, в 1976 году Макдональд стал профессором математики Лондонского университета королевы Марии. Там он работал до выхода на пенсию.
В 1968—1969 годах и в 1977 году Макдональд работал в Институте перспективных исследований в Принстоне (штат Нью-Джерси, США). В 1973 году он прочёл серию лекций о многочленах Холла в Уорикском университете. В 1989—1990 годах Макдональд несколько месяцев работал в Калифорнийском университете в Сан-Диего, где он прочёл курсы о системах корней и многочленах Шуберта. Он также участвовал в переводе с французского языка на английский ряда книг Никола Бурбаки, а также книги Жана Дьёдонне «Основы современного анализа».
Иэн Макдональд скончался 8 августа 2023 года в возрасте 94 лет.

## Научные результаты
В работе 1972 года «Аффинные корневые системы и {\displaystyle \eta }-функция Дедекинда» (англ. Affine root systems and Dedekind's {\displaystyle \eta }-function) Макдональд доказал тождества для бесконечных произведений, которые получили известность как тождества Макдональда (их частными случаями являются тройное произведение Якоби и пятерное произведение Ватсона). Эти тождества вызвали у математиков широкий интерес и имели большое значение для построения теории представлений алгебр Каца — Муди.
В честь Иэна Макдональда также названы многочлены Макдональда, обобщающие семейства других полиномов, таких как многочлены Джека, многочлены Холла — Литтлвуда и многочлены Шура. В 2003 году в Международном центре математических наук (ICMC) в Эдинбурге состоялась конференция «Jack, Hall-Littlewood and Macdonald polynomials», посвящённая исследованию этих типов многочленов.
Макдональд был приглашённым докладчиком на Международном конгрессе математиков 1970 года, проходившем в Ницце. Название доклада — «Гармонический анализ полупростых групп» (англ. Harmonic analysis on semi-simple groups). На Международном конгрессе математиков 1998 года, проходившем в Берлине, Макдональд выступил с пленарным докладом «Тождества для свободных членов, ортогональные многочлены и аффинные алгебры Гекке» (англ. Constant term identities, orthogonal polynomials, and affine Hecke algebras).

## Почётные звания и награды
- Член Лондонского математического общества (1958)[1]
- Член Лондонского королевского общества (1979)[8]
- Премия Пойи[англ.] Лондонского математического общества (1991)[9]
- Почётный доктор Амстердамского университета (2002)[10]
- Премия Стила Американского математического общества, номинация «За математическое изложение» (2009)[3]
- Действительный член Американского математического общества (2013)[11]

## Некоторые публикации

### Книги
- I. G. Macdonald. Algebraic geometry. Introduction to schemes. — W. A. Benjamin, New York — Amsterdam, 1968, 113 pages
- M. F. Atiyah, I. G. Macdonald. Introduction to commutative algebra. — Addison-Wesley, Reading, 1969, 128 pages
Русский перевод: М. Атья, И. Макдональд. Введение в коммутативную алгебру. — М., Мир, 1972, 160 с.
- I. G. Macdonald. Special functions on a group of p-adic type. — Ramanujan Institute for Advanced Study in Mathematics, Madras, 1971, 79 pages
Русский перевод: И. Г. Макдональд. Сферические функции на группе p-адического типа. — Успехи математических наук, 1973, том 28, выпуск 5, с. 155—224
- I. G. Macdonald. Symmetric functions and Hall polynomials. — Clarendon Press, Oxford, 1979, 180 pages
Русский перевод: И. Макдональд. Симметрические функции и многочлены Холла. — М., Мир, 1984, 224 с.
- I. G. Macdonald. Notes on Schubert polynomials. — LACIM, Montreal, 1991, 116 pages
- I. G. Macdonald. Affine Hecke algebras and orthogonal polynomials. — Cambridge University Press, Cambridge, 2003, 175 pages, ISBN 9780521824729

### Статьи
- I. G. Macdonald, The volume of a lattice polyhedron, Mathematical Proceedings of the Cambridge Philosophical Society, 1963, v. 59, No. 4, p. 719—726, doi:10.1017/S0305004100003716
- I. G. Macdonald, Affine root systems and Dedekind's {\displaystyle \eta }-function, Inventiones Mathematicae, 1972, v. 15, p. 91—143, doi:10.1007/BF01418931
- I. G. Macdonald, Some conjectures for root systems, SIAM Journal on Mathematical Analysis, 1982, v. 13, No. 6, p. 988—1007, doi:10.1137/051307